# João Afonso Sólis
João Afonso Sólis, bekannt als Jango, (* 1. Mai 1956 in Bragança Paulista) ist ein brasilianischer Kommunalpolitiker. Er war Bürgermeister (Stadtpräfekt) der Stadt Bragança Paulista von 2005 bis 2012.

## Werdegang
Sólis hat einen Abschluss in Rechtswissenschaften von der Universidade São Francisco, übte verschiedene Berufe aus und ist Kaufmann (Firma Jango Bolsa, gegründet 1995).
Sólis wurde 2000 zum Stadtrat (vereador) in Bragança Paulista gewählt. Nach dem Amtsentzug von Bürgermeister Jesus Adib Abi Chedid und dessen Stellvertreter Amauri Sodré da Silva wegen Verstößen gegen das Wahlrecht rückte er im September 2005 in das Amt des Bürgermeisters nach. Bei der Kommunalwahl in Brasilien 2008 wurde er für den Partido da Social Democracia Brasileira (PSDB) im Amt bestätigt und konnte bis zum 31. Dezember 2012 im Amt bleiben. Nachfolger wurde Fernão Dias Leme. Bragança Paulista hatte zu der Zeit etwa 133.000 Einwohner und 514 km² Gemeindefläche. 
Für die Kommunalwahl in Brasilien 2020 wurde er am 9. September 2020 diesmal von der Arbeiterpartei Partido Trabalhista Brasileiro (PTB) erneut als Kandidat für das Präfektenamt nominiert.